# Milovské Perničky
Milovské Perničky (též Velké Perničky, 757 m n. m.) jsou rulové skály a zároveň stejnojmenná přírodní památka na katastrálním území České Křižánky a České Milovy v Kraji Vysočina, která se nachází dva kilometry severovýchodně od Křižánek u turistické značky směrem na Svratku. Území má rozlohu 10,4 ha a je chráněno jako přírodní památka. Na vrcholu skal se nachází vyhlídka. Přírodní památka je v péči AOPK ČR – regionálního pracoviště Správa Chráněné krajinné oblasti Žďárské vrchy.

## Popis
Jde o skupinu šesti skal, jejichž výška se pohybuje v rozpětí od 8 až do 28 metrů. Skály, tvořené migmatickými rulami, se nacházejí v lese na modře značené turistické cestě asi jeden kilometr severně od přírodní rezervace Čtyři palice a zhruba 2 km vzdušnou čarou jihovýchodně od Zkamenělého zámku. Nejbližším sídlem jsou České Křižánky, vzdálené od skal zhruba jeden kilometr západním směrem.

## Název
Na vrcholu Poradní skály se nachází osm skalních mís, z nichž největší má průměr 87 cm a hloubku 30 cm. Pro jejich podobu je lidé začali nazývat perničky. Tento název pochází od výrazu perničky, odvozeného od slova pernice, kterým se označovala mísa s uvnitř zdrsněným povrchem, v níž se trdlem třel uvařený mák (nikoli tedy od slova perník/perníček/perníčky).
Tyto skalní prohlubně vznikly erozní činností. Pověsti jim přisuzovaly různý původ a účel, např. že je vytvořil člověk ke kultovním účelům, nebo že sloužily k zapalování strážných ohňů, k drcení obilí apod.[zdroj?]

## Turistika a horolezectví
Milovské Perničky jsou přístupné po modré turistické značce z Křižánek přes Čtyři palice, která dále vede přes Zkamenělý zámek a zámek Karlštejn do Čachnova. 
Lokalita poskytuje zajímavé horolezecké výstupy a z vrcholů rozhled na údolí řeky Svratky a na protější hřebeny Žďárských vrchů. Na skalách jsou vyznačeny tři desítky lezeckých cest, celoročně jsou povoleny horolezecké aktivity na Poradní skále, kde je 13 cest o obtížnosti od 2. do 5. stupně dle klasifikace UIAA.